# Friedrich Janssen (Politiker, 1874)
Iko Friedrich (Fritz) Hermann Janssen, auch Janßen, (* 5. September 1874 in Ussenhausen; † 30. Mai 1959 in Jever) war ein deutscher Politiker (DNVP). Er war von 1923 bis 1931 Abgeordneter des Oldenburgischen Landtages.

## Leben
Janssen besuchte die Landwirtschaftsschule in Varel und leistete von 1896 bis 1897 Militärdienst. Ab 1903 war er als selbständiger Landwirt in Ussenhausen bei Tettens tätig. Des Weiteren fungierte er als Vorsitzender der Molkereigenossenschaft Tettens und als Obmann der Körungskommission. Von 1914 bis 1918 nahm er als Soldat am Ersten Weltkrieg teil, zuletzt als Feldwebel. Nach Kriegsende setzte er seine landwirtschaftliche Tätigkeit in Ussenhausen fort.
Janssen war Mitglied der DNVP und wurde im Juni 1923 in den Oldenburgischen Landtag gewählt, dem er bis 1931 angehörte. Als Mitglied der bürgerlich-nationalen Fraktion Landesblock gehörte er dem Petitionsausschuss des Landtages an. Am 25. Juli 1937 beantragte er die Aufnahme in die NSDAP und wurde rückwirkend zum 1. Mai desselben Jahres aufgenommen (Mitgliedsnummer 5.205.863).
Friedrich Janssen war verheiratet und hatte sechs Kinder.